# Miguel Ángel González (boxe anglaise)
Pour les articles homonymes, voir Miguel Ángel González.
Miguel Ángel González est un boxeur mexicain né le 15 novembre 1970 à Mexico.

## Carrière
Passé professionnel en 1989, il remporte le titre vacant de champion du monde des poids légers WBC le 24 août 1992 après sa victoire par arrêt de l'arbitre au 9e round contre le colombien Wilfrido Rocha. Gonzalez conserve sa ceinture à 10 reprises avant de la laisser à son tour vacante pour combattre dans la catégorie de poids supérieure. Il affronte ainsi Oscar de la Hoya, champion WBC des super-légers, le 18 janvier 1997 mais s'incline aux points. Il échouera 4 autres fois en championnat du monde et mettra finalement un terme à sa carrière en 2006 sur un bilan de 51 victoires, 5 défaites et 1 match nul.